# Henriette Caillaux
Henriette Caillaux (Rueil-Malmaison, 5 dicembre 1874 – Mamers, 29 gennaio 1943) fu l'assassina del giornalista Gaston Calmette, direttore del quotidiano Le Figaro, dando origine a un caso giudiziario e politico  che divise l'opinione pubblica francese .

## Biografia

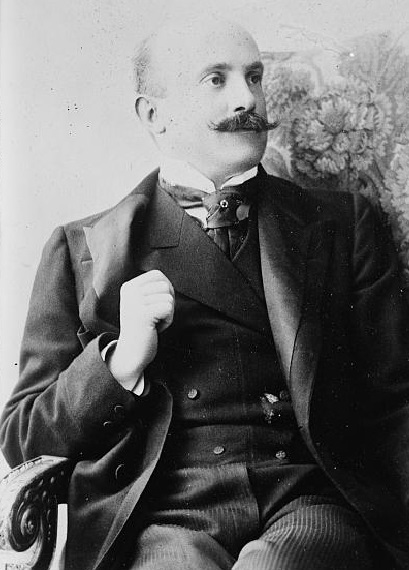
Joseph Caillaux

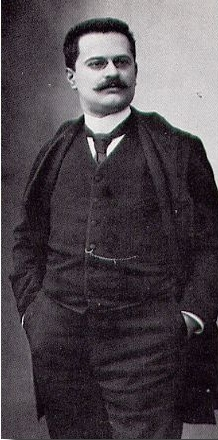
Gaston Calmette

Henriette Caillaux è una giovane donna che assieme alla sorella ha ricevuto dal padre, l'architetto Henri Raynouard, una rigorosa e vasta educazione e, alla morte di questi, l'eredità di un consistente patrimonio. A diciannove anni Henriette, che non ha mai avuto esperienze amorose, sposa per volontà della famiglia, Léo Claretie dal quale divorzia nel 1908 a causa di una relazione intrapresa durante il matrimonio con Joseph Caillaux, importante personaggio politico che ricopre la carica di ministro delle finanze sotto il governo Clemenceau. Solo nel 1911 Caillaux, vinte le elezioni e divenuto presidente del consiglio, divorzia a sua volta, a caro prezzo, dalla gelosissima moglie Berthe Gueydan e sposa Henriette.
Nel 1913, con il nuovo governo Doumergue, Caillaux, nuovamente nominato ministro delle finanze, viene sottoposto a una violenta e lunga campagna di stampa  da Le Figaro, giornale diretto da Gaston Calmette, che attacca il ministro per la sua condotta politica durante la crisi di Agadir, accusandolo inoltre di aver ricevuto finanziamenti illegali per la sua campagna elettorale  e di aver coinvolto il ministro della giustizia a favore di un truffatore . Il 13 marzo 1914 Le Figaro rompe la regola giornalistica di non invadere la vita privata dei personaggi politici pubblicando una lettera compromettente di Caillaux indirizzata il 15 luglio 1901 alla moglie Berthe  nella quale si vanta di aver fatto abortire un progetto di legge sull'imposta sul reddito facendo sembrare di volerlo difendere («Mi sono fatto acclamare dal centro e dalla destra e non ho troppo scontentato la sinistra»)

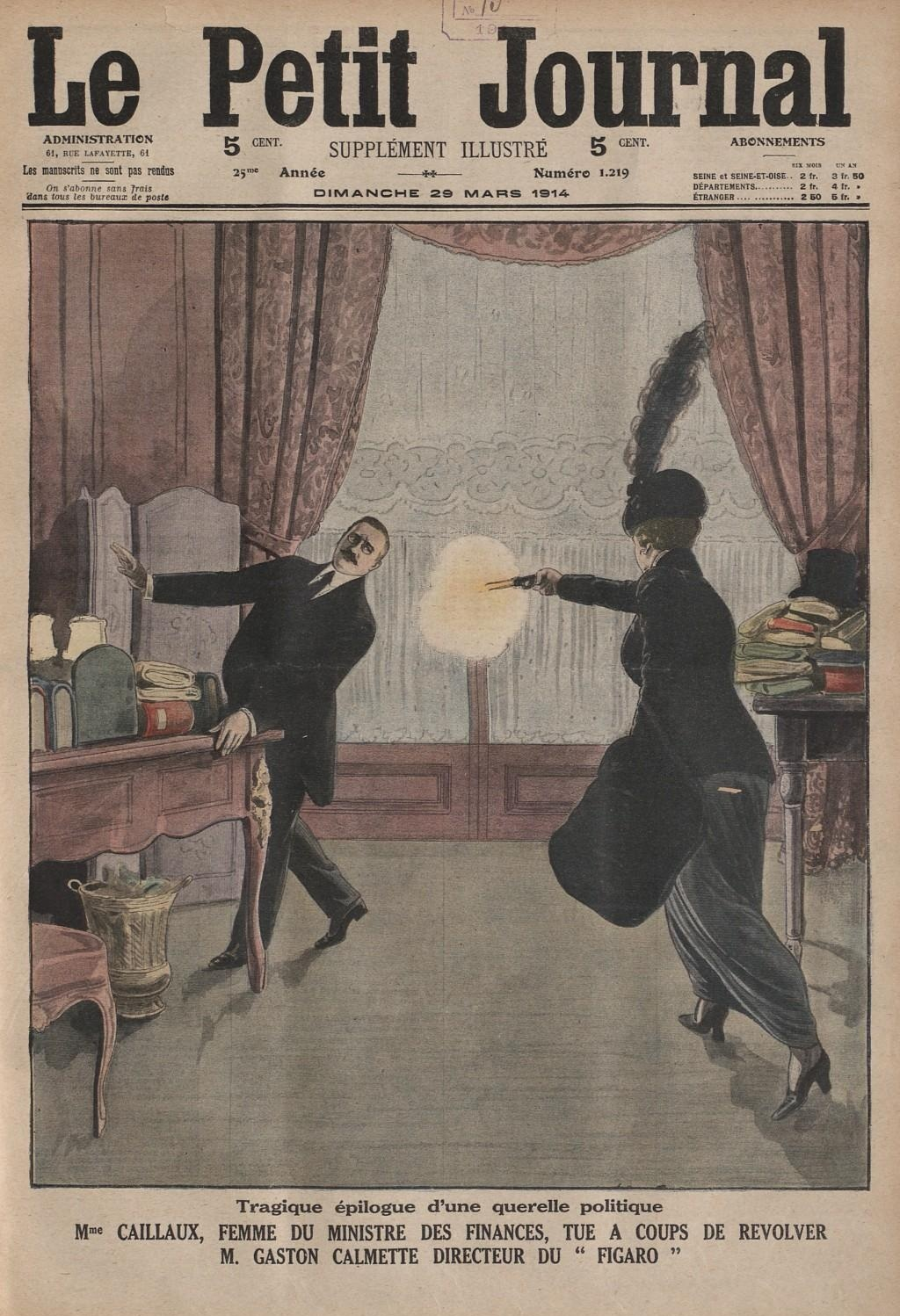
Copertina illustrata de Le Petit Journal (29 marzo 1914) che rappresenta l'assassinio di Calmette ad opera di Madame Caillaux.

Esasperata dalla campagna di stampa diretta contro il marito, che Henriette accusa di ignavia, e, temendo che dalle lettere in mano a Calmette emerga il particolare scandaloso che la sua relazione con Caillaux era avvenuta durante il matrimonio, prima del divorzio, il 13 marzo 1914 la donna decide di recarsi alla redazione de Le Figaro per farsi restituire il carteggio: se il giornalista si fosse rifiutato lo avrebbe ucciso con una rivoltella che si premurerà di acquistare durante il tragitto verso il giornale. Prima di uscire di casa lascia al marito una lettera dove espone chiaramente i motivi del suo proposito omicida:
Quando Henriette giunge alla redazione del giornale il direttore, sebbene impegnato, ritiene scortese non ricevere una signora che, vestita di velluto nero e con un manicotto di pelliccia, non appena è alla sua presenza estrae la rivoltella e gli spara sei colpi dei quali solo due risultano mortali. Calmette muore in ospedale.
Il 20 luglio 1914 si apre il processo. Henriette è assistita dall'avvocato Fernand Labori che convince la giuria che il crimine era avvenuto per motivi passionali nel senso che era stato un atto non premeditato ma istintivo proprio del carattere femminile. Del resto madame Caillaux non voleva uccidere ma solo intimorire Calmette, come dimostrano che dei colpi sparati solo due, per caso, raggiungono il direttore. Henriette Caillaux il 28 luglio 1914 viene assolta.
Nei primi anni trenta Henriette consegue il diploma della École du Louvre con una tesi sullo scultore Jules Dalou e pubblica un libro nel 1935 in cui descrive l'inventario delle opere di questo artista . Henriette muore nel 1943.